# Charles William Andrews
Charles William Andrews (30 de outubro de 1866 - 25 de maio de 1924) M.R.S., foi um paleontólogo britânico que a atuou a serviço do Museu Britânico, no Departamento de Geologia, como curador e trabalhos de campo em paleontologia de vertebrados.

## Biografia
Andrews nasceu em Hampstead, Middlesex.
Graduado pela Universidade de Londres, Andrews foi premiado com o cargo de assistente no Museu Britânico, após um exame competitivo, em 1892. Seus primeiros trabalhos foram com fósseis de pássaros, e ele descreveu o titã Aepyornis, o extinto "Pássaro Elefante" de Madagascar (1894). Ele notou as conexões entre os trilhos sem vôo amplamente separados de Maurício, Ilhas Chatham e Nova Zelândia e deduziu que seu caráter não voador havia evoluído de forma independente no local.
Os presentes de Alfred Nicholson Leeds para o Museu Britânico de répteis marinhos Jurássicos do Oxford Clay de Peterborough despertaram seu interesse em plesiossauros e outros répteis marinhos, que culminou em um catálogo da coleção de Leeds no Museu Britânico (2 vols. 1910-13) ; seu interesse nesta área não diminuiu depois: seu último artigo publicado postumamente dizia respeito às impressões de pele e outras estruturas suaves preservadas em um remo de ictiossauro de Leicestershire.
Em 1897, ele foi escolhido para passar vários meses na Ilha Christmas, no Oceano Índico, para inspecioná-la antes que as atividades de mineração de fosfato comprometessem sua história natural. Os resultados foram publicados pelo Museu Britânico em 1900.
Depois de 1900, sua saúde começou lentamente a piorar e ele foi enviado para passar os meses de inverno no Egito; lá ele se juntou a Beadnell do Geological Survey of Egypt, inspecionando fósseis de peixes de água doce em Faium, onde Andrews notou uma fauna de mamíferos não detectada anteriormente e publicou as descobertas do Moeritherium e um elefante primitivo, Palaeomastodon, seguido por seu Catálogo Descritivo.
Em 1916, ele foi premiado com a Medalha Lyell da Sociedade Geológica. Ele também era um membro ativo da Sociedade Zoológica.[carece de fontes?]
A abreviatura padrão do autor, C.W.Andrews, é usada para indicar essa pessoa como o autor ao citar um nome botânico.